# ATC code V10
ATC code V10 پرتوداروهای درمانی زیرگروهی درمانی از سیستم طبقه‌بندی شیمیایی درمانی آناتومیک است. این سیستمِ متشکل از کدهای حرفی‌عددی را سازمان جهانی بهداشت برای طبقه‌بندی داروها و سایر تولیدات پزشکی ایجاد کرده است. زیرگروه V10 جزوی از گروه آناتومیک V متفرقه است.

کدهای مورد استفاده در دامپزشکی (کدهای ATCvet) را می‌توان با گذاشتن حرف Q جلو کدهای انسانی ATC ایجاد کرد: مثلاً QV10. 
ممکن است نسخه‌های ملی از طبقه‌بندی ATC حاوی کدهای اضافه‌ای باشند که در این فهرست (نسخهٔ سازمان جهانی بهداشت) نیامده باشند.

## V10Aضدالتهابagents

### V10AA Yttrium (90Y) compounds
V10AA01 Yttrium (90Y) سیتریک اسید کلوئید
V10AA02 Yttrium (90Y) ferrihydroxide colloid
V10AA03 Yttrium (90Y) سیلیکات colloid

### V10AX Other anti-inflammatory therapeutic radiopharmaceuticals
V10AX01 Phosphorus (32P) chromicphosphate colloid
V10AX02 Samarium (153Sm) هیدروکسی آپاتیت colloid
V10AX03 Dysprosium (165Dy) colloid
V10AX04 Erbium (169Er) citrate colloid
V10AX05 Rhenium (186Re) سولفید colloid
V10AX06 Gold (198Au) colloidal

## V10Bدردpalliation (bone seeking agents)

### V10BX Various pain palliation radiopharmaceuticals
V10BX01 Strontium (89Sr) chloride
V10BX02 Samarium (153Sm) lexidronam
V10BX03 Rhenium (186Re) etidronic acid

## V10X Other therapeutic radiopharmaceuticals

### V10XA Iodine (131I) compounds
V10XA01 سدیم یدید (131I)
V10XA02 Iobenguane (131I)
V10XA53 Tositumomab/iodine (131I) tositumomab

### V10XX Various therapeutic radiopharmaceuticals
V10XX01 سدیم فسفات (32P)
V10XX02 Ibritumomab tiuxetan (90Y)
V10XX03 Radium (223Ra) dichloride